# Володієвецька сільська рада (Барський район)
Володієве́цька сільська́ ра́да — адміністративно-територіальна одиниця та орган місцевого самоврядування в Барському районі Вінницької області. Адміністративний центр — село Володіївці.

## Загальні відомості
- Територія ради: 4,196 км²
- Населення ради: 976 осіб (станом на 2001 рік)

## Населені пункти
Сільраді були підпорядковані населені пункти:
- с. Володіївці
- с. Зелене
- с. Мар'янівка

## Склад ради
Рада складалася з 14 депутатів та голови.
- Голова ради: Нічіпорчук Наталя Миколаївна
- Секретар ради: Махан Ганна Олексіївна

### Керівний склад попередніх скликань
| Прізвище, ім'я, по батькові  | Основні відомості                                                               | Дата обрання | Дата звільнення |
| ---------------------------- | ------------------------------------------------------------------------------- | ------------ | --------------- |
| Дубчак Василь Володимирович  | Сільський голова, 1961 року народження, безпартійний                            | 26.03.2006   | 31.10.2010      |
| Нічіпорчук Наталя Миколаївна | Сільський голова, 1968 року народження, освіта середня спеціальна, позапартійна | 31.10.2010   |                 |

Примітка: таблиця складена за даними сайту Верховної Ради України

### Депутати
За результатами місцевих виборів 2010 року депутатами ради стали:

#### За суб'єктами висування
| Суб'єкт висування                                       | Кількість обраних депутатів | %    |
| ------------------------------------------------------- | --------------------------- | ---- |
| Партія регіонів                                         | 10                          | 71,4 |
| Народна партія                                          | 2                           | 14,3 |
| Політична партія Всеукраїнське об'єднання «Батьківщина» | 1                           | 7,1  |
| Українська республіканська партія                       | 1                           | 7,1  |

#### За округами
| № округу                                                | Прізвище, ім'я, по батькові     | Дата визнання обраним | Освіта             | Партійна приналежність                        | Відомості про обраного депутата                           |
| ------------------------------------------------------- | ------------------------------- | --------------------- | ------------------ | --------------------------------------------- | --------------------------------------------------------- |
| Народна Партія                                          |                                 |                       |                    |                                               |                                                           |
| 10                                                      | Чорна Валентина Григорівна      | 05.11.2010            | середня спеціальна | член Народної партії                          | СТОВ «Нива» с. Мар'янівка, зав.складом                    |
| 12                                                      | Ільюшко Наташа Степанівна       | 05.11.2010            | вища               | член Народної партії                          | СТОВ «Нива» с. Мар'янівка, головний економіст             |
| Партія регіонів                                         |                                 |                       |                    |                                               |                                                           |
| 1                                                       | Дубчак Василь Володимирович     | 05.11.2010            | вища               | позапартійний                                 | Володіївецька сільська рада                               |
| 2                                                       | Воронкова Ольга Миколаївна      | 05.11.2010            | середня спеціальна | член Партії регіонів                          | Володіївецький сільський клуб, завідувачка клубу          |
| 3                                                       | Махан Ганна Олексіївна          | 05.11.2010            | середня спеціальна | позапартійна                                  | Володіївецька сільська рада, секретар                     |
| 4                                                       | Нагайко Ольга Миколаївна        | 05.11.2010            | середня спеціальна | позапартійна                                  | Володіївецька сільська рада, головний бухгалтер           |
| 5                                                       | Печенюк Людмила Олександрівна   | 05.11.2010            | середня спеціальна | позапартійна                                  | фельдшерсько-акушерський пункт с. Володіївці, завідувачка |
| 6                                                       | Сольвар Василь Миколайович      | 05.11.2010            | середня спеціальна | позапартійний                                 | тимчасово не працює                                       |
| 7                                                       | Білоконь Сергій Володимирович   | 05.11.2010            | середня спеціальна | позапартійний                                 | тимчасово не працює                                       |
| 8                                                       | Ковтун Володимир Григорович     | 05.11.2010            | середня спеціальна | позапартійний                                 | тимчасово не працює                                       |
| 13                                                      | Трокачевський Григорій Іванович | 05.11.2010            | середня спеціальна | член Партії регіонів                          | Мар'янівський СБК, директор                               |
| 14                                                      | Каліцінська Валентина Андріївна | 05.11.2010            | середня спеціальна | позапартійна                                  | СТОВ «Нива» с. Мар'янівка, кухар                          |
| Політична партія Всеукраїнське об'єднання «Батьківщина» |                                 |                       |                    |                                               |                                                           |
| 9                                                       | Покотило Ганна Василівна        | 05.11.2010            | вища               | член Всеукраїнського об'єднання «Батьківщина» | Верхівська загальноосвітня школа І-ІІІ ст., вчитель       |
| Українська республіканська партія                       |                                 |                       |                    |                                               |                                                           |
| 11                                                      | Григораш Олена Вікторівна       | 05.11.2010            | вища               | позапартійна                                  | Верхівська загальноосвітня школа І-ІІІ ст., вчитель       |